# Saya San
Saya San est un nom birman ; les principes des noms et prénoms ne s'appliquent pas ; U et Daw sont des titres de respect.
Saya San (birman ဆရာစံ, sʰəjà sàɴ ; 24 octobre 1876 - 28 novembre 1931) était un moine bouddhiste et guérisseur birman, chef d'une révolte paysanne en 1930-1931 et prétendant au trône birman. Il conduisit le premier effort concerté pour résister par la force à la domination britannique sur le pays.

## Histoire
Saya San est né le 24 octobre 1876 à Dabayin, dans l'actuelle région de Sagaing. La ville de trouve près de Shwebo, berceau de la dynastie Konbaung renversée en 1885.
En 1924, le conseil général des associations bouddhiques nomma Saya San, alors âgé de 45 ans, à la tête d'un comité chargé d'examiner les conditions de vie de la paysannerie birmane. Au cours de l'enquête de 1927, Saya San (avec un nombre croissant d'activistes des villes et de moines politisés) changea le sujet de son étude et commença à inciter les paysans à résister aux forces du Raj britannique. Il s'agissait d'essayer de se rebeller contre l'administration britannique et en particulier contre sa politique fiscale.
En 1929, les britanniques proposèrent de nouveaux impôts sur les birmans et une loi sur la forêt qui aurait interdit de couper des arbres (la première ressource du pays) sans autorisation britannique. On impute à Saya San l'organisation en décembre 1930 d'une révolte locale contre le payement de l'impôt par tête (poll tax), révolte qui échappa rapidement à son contrôle pour devenir un mouvement national non-coordonné. Le mouvement s'étendit du district de Tharrawaddy (à 3 h 1/2 de Rangoon) aux districts voisins de Basse-Birmanie.
Les rapports officiels affirment que Saya San était un « minlaung » ou prétendant au trône, désireux de restaurer la monarchie et de revitaliser le bouddhisme déclinant. Cherchant à ressusciter les institutions traditionnelles, Saya San aurait construit un palais sur le mont Alantaung et fait procéder à une cérémonie de couronnement complète, avec des symboles de l'ancienne cour birmane. Ses partisans auraient été tatoués d'une figure de Garuda destinée à les protéger des balles, mais qui symbolisait aussi leur mission de débarrasser le royaume des britanniques et des autres étrangers. Certains universitaires ont suggéré que les difficultés économiques étaient à la base de ces révoltes, mais d'autres pensent que la volonté d'ouvrir un nouvel âge d'or du bouddhisme a joué un rôle important.
La révolte prit plus de 2 ans et 10 000 soldats britanniques à réprimer, jusqu'à l'exécution de Saya San par pendaison à Rangoon le 28 novembre 1931. Les études récentes ont soulevé de nombreuses questions sur le rôle de celui-ci dans la révolte. Certains pensent maintenant que les britanniques l'ont falsifié et exagéré pour rendre son exécution plus significative qu'elle ne l'était en réalité. Plusieurs détails du procès, dont un journal présenté par la police et qui expose le plan de Saya San, ne sont pas considérés comme dignes de confiance. L'emphase sur le caractère traditionnel de la rébellion aurait en outre ignoré les rapports croissants entre les nationalistes des villes et les communautés rurales depuis les années 1920. Des associations nationalistes (wuthanu athins) et des éléments politisés de la communauté bouddhique auraient interagi un moment avec les dirigeants locaux, introduisant de nouvelles idées et stratégies au sujet des réformes.
Bien que les bouddhistes birmans aient considéré le soulèvement comme un échec, il a marqué pour certains un tournant dans l'histoire politique du pays. Il a mené à la formation d'une nouvelle génération de dirigeants politiques comme Ba Maw et U Saw, qui ont participé à la défense de Saya San lors de son procès. Il révéla aussi la capacité de la communauté bouddhique à mobiliser la population pour résister à la colonisation. Saya San est aujourd'hui considéré comme un héros nationaliste qui a guidé les masses contre l'état colonial.